# Paneuropejski korytarz transportowy

Mapa paneuropejskich korytarzy transportowych

Paneuropejski korytarz transportowy (również Transeuropejski korytarz transportowy) – ciąg komunikacyjny międzynarodowego znaczenia przebiegający przez kontynent europejski, na który składają się co najmniej dwie różne drogi transportowe o stosownych parametrach technicznych, z rozmieszczonymi na nich węzłami transportowymi (np. centra logistyczne).
Paneuropejskie korytarze transportowe tworzą pewien spójny system transportowy, który został zdefiniowany na II Paneuropejskiej Konferencji Transportowej na Krecie w marcu 1994, a uzupełniony na III Paneuropejskiej Konferencji Transportowej w Helsinkach w 1997.
Paneuropejskie korytarze transportowe łączą drogi kołowe, wodne oraz linie kolejowe.
Modernizacji paneuropejskich korytarzy transportowych poświęcony był unijny program TINA.
| I    | Helsinki – Tallinn – Ryga – Królewiec / Kowno / Kłajpeda – Warszawa / Gdańsk – Szczecin – Lubeka - Wersja A (Via/Rail Hanseatica) – Petersburg – Ryga – Królewiec – Gdańsk – Szczecin – Lubeka - Wersja B (Via Baltica/E 67) – Helsinki – Warszawa.                                                                               |
| II   | Berlin – Poznań – Warszawa – Brześć – Mińsk – Smoleńsk – Moskwa – Niżny Nowogród |
| III  | Bruksela – Akwizgran – Kolonia – Drezno – Wrocław – Katowice – Kraków – Lwów – Kijów - Wersja A – Berlin – Wrocław |
| IV   | Drezno/Norymberga – Praga – Wiedeń – Bratysława – Győr – Budapeszt – Arad – Bukareszt – Konstanca / Krajowa – Sofia – Saloniki / Płowdiw – Stambuł. |
| V    | Wenecja – Triest/Koper – Lublana – Maribor – Budapeszt – Użhorod – Lwów – Kijów. - Wersja A – Bratysława – Żylina – Koszyce – Użhorod - Wersja B – Rijeka – Zagrzeb – Budapeszt - Wersja C – Ploče – Sarajewo – Osijek – Budapeszt                                                                                                |
| VI   | Gdynia – Katowice – Żylina, z zachodnią wersją trasy Katowice-Brno. |
| VII  | (rzeka Dunaj) |
| VIII | Durrës – Tirana – Skopje – Sofia – Płowdiw – Burgas – Warna – Konstanca. |
| IX   | Helsinki – Wyborg – Petersburg – Psków – Homel – Kijów – Liubasziwka – Kiszyniów – Bukareszt – Dimitrowgrad – Aleksandropolis. Główna odmiana trasy: Sankt Petersburg – Moskwa – Kijów. - Wersja A – Kłajpeda – Wilno – Mińsk – Homel - Wersja B – Królewiec – Wilno – Mińsk – Homel - Wersja C – Liubasziwka – Rozdilna – Odessa |
| X    | Salzburg – Lublana – Zagrzeb – Belgrad – Nisz – Skopje – Wełes – Saloniki. - Wersja A – Graz – Maribor – Zagreb - Wersja B – Budapeszt – Nowy Sad – Belgrad - Wersja C – Nisz – Sofia – Płowdiw – Dimitrowgrad – Stambuł przez Korytarz IV - Wersja D – Wełes – Prilep – Bitola – Florina – Igumenitsa                            |